# Charlie Burchill
 (mai 2018).
Pour les articles homonymes, voir Burchill.

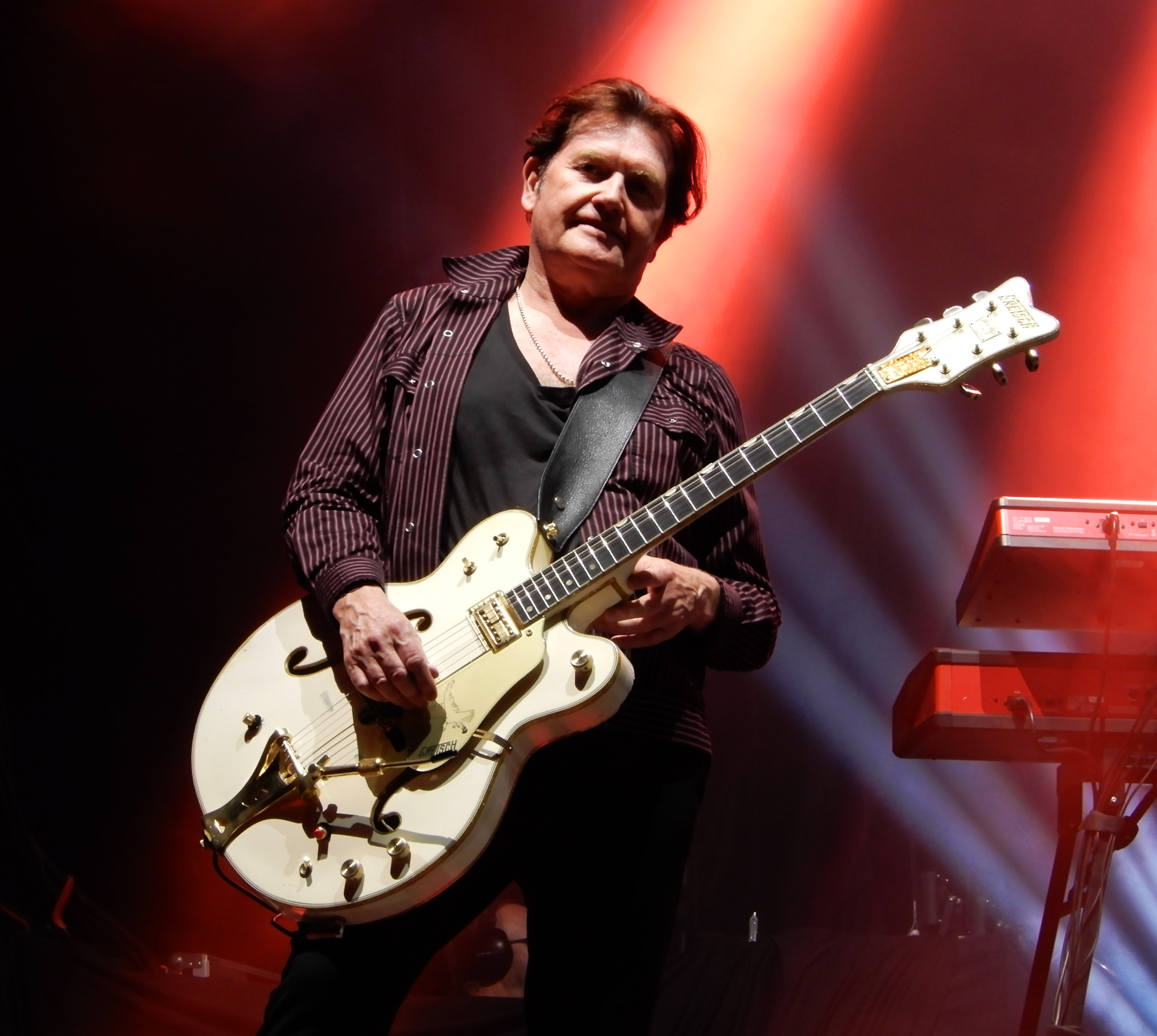
Charlie Burchill à Cognac Blues Passion 2022

Charles Burchill, dit Charlie Burchill, né le 27 novembre 1959 à Glasgow (Écosse), est un musicien britannique. Il est le guitariste et l'un des cofondateurs du groupe de new wave et rock alternatif Simple Minds, au côté du chanteur Jim Kerr.
Charlie Burchill joue de la guitare, du clavier, du violon et du saxophone. Il est également l'un des compositeurs du groupe, participant à l'écriture des titres Promised You a Miracle, Alive and Kicking et Mandela Day entre autres. Il est marié et habite actuellement à Rome.

## Jeunesse
Charlie Burchill grandit dans la religion catholique dans la paroisse de Toryglen aux environs de Glasgow, comme la plupart des membres du groupe Simple Minds.

## Carrière musicale
Il est considéré comme étant un des guitaristes ayant le plus d'influence des années 1980, au même titre que The Edge de U2.
Il participe au Live Aid avec Simple Minds le 13 juillet 1985.
Burchill est passionné de football et est un fervent supporter du Celtic F.C.